# Kataryna Dolzjikova

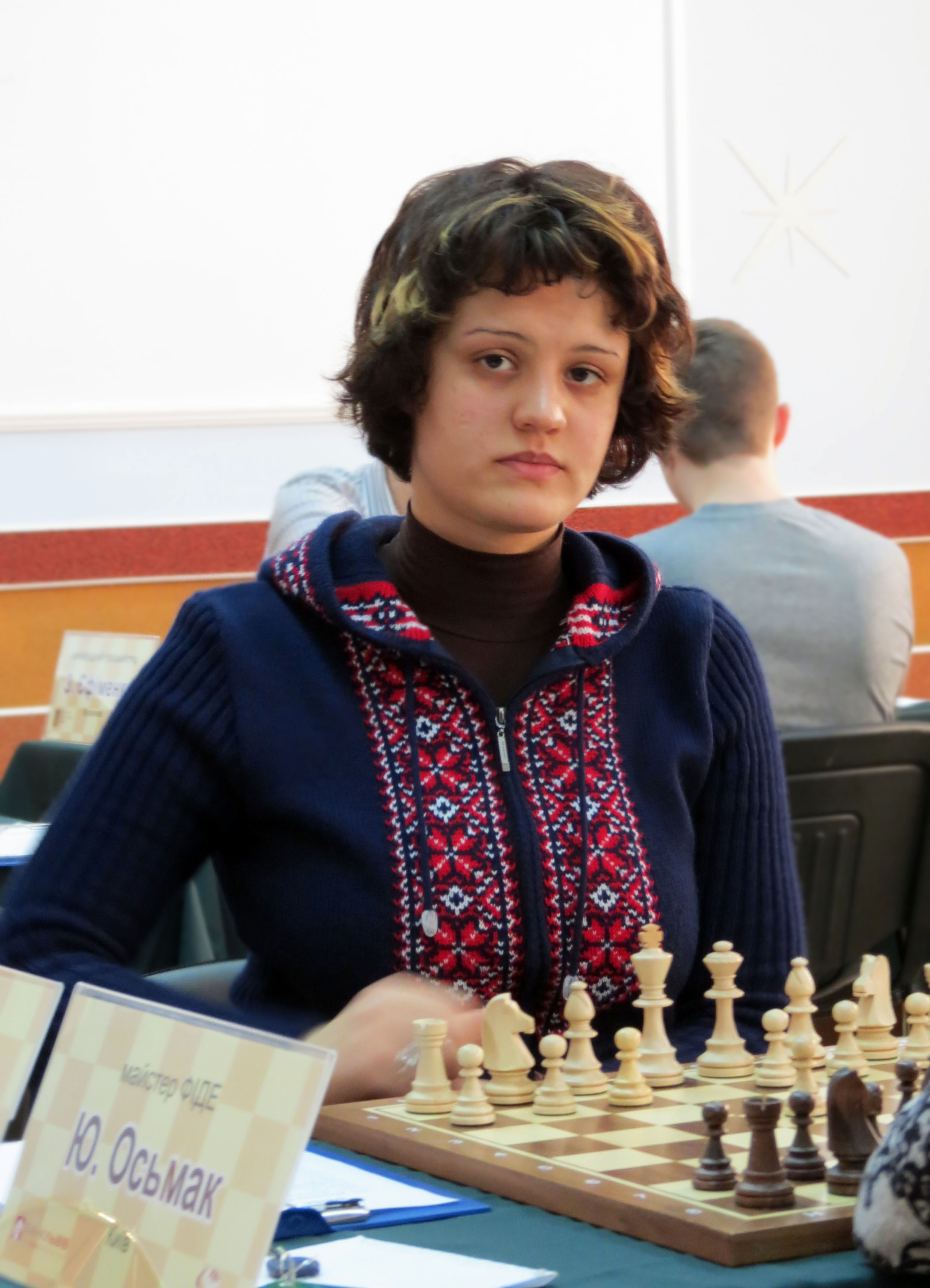
Kataryna Dolzjikova in 2015

Kataryna Oleksandrivna Dolzjikova (Oekraïens: Катери́на Олекса́ндрівна До́лжикова) (Kiev, 25 september 1988) is een Oekraïense schaakster met een FIDE-rating 2267 in 2016. Ze is sinds 2005 een Internationaal Meester bij de dames (WIM). 
In mei 2005 speelde ze mee in het toernooi om het kampioenschap van Oekraïne en eindigde daar met 6.5 uit 9 op de derde plaats. 
In 2011 was zij kampioen van Oekraïne bij de vrouwen. 

## Persoonlijk leven
Sinds 24 juli 2009 was zij getrouwd met de schaker Sergey Karjakin. Na twee en een half jaar volgde er een scheiding. Sinds 2014 is Karjakin met een andere schaakster gehuwd. 

## Externe koppelingen
- (en)   Informatie over schaakpartijen van Kataryna Dolzjikova op ChessGames.com
- (en)   Informatie over schaakpartijen van Kataryna Dolzjikova op 365chess.com
- (en)  FIDE-ratinggegevens voor Kataryna Dolzjikova